# Jacques Perconte
Pour les articles homonymes, voir Perconte.
Jacques Perconte est un réalisateur de films expérimentaux et un plasticien français né en 1974. Son film Après le feu a fait le tour du monde des festivals.

## Biographie
Né en 1974 à Grenoble,  Jacques Perconte vit et travaille aujourd’hui à Paris après avoir passé une vingtaine d’années dans le Sud-Ouest. Même s'il est reconnu comme l'un des pionniers français de l'art sur internet,, c'est avant tout l'un des tout premiers à avoir envisagé la vidéo numérique comme un médium. Au début des années 2000, il ouvre la voie du travail de la vidéo par les codecs (travail sur la compression à contre-sens de l'industrie). Il donne ainsi au numérique une nouvelle dimension picturale. 
« Après le dessin j'ai découvert la peinture puis la vidéo, l'informatique et les réseaux. Je suis passé par les cours du soir des Beaux-Arts, par l'université, par le CNRS. Arts plastiques, cinéma, philosophie, design interactif, systèmes d'information, stratégie d'innovation… J'ai plongé dans le numérique en 1995. »
Jacques Perconte explore le corps, le paysage et la couleur à travers les supports numériques. Après une entrée en matière très classique par le dessin et la peinture, Internet et la vidéo ont été les grands points de départ. Ses premiers films datent de 1995 et ses premières œuvres internet de 1996-1997. Ses œuvres circulent depuis 1997. 
Son film Après le feu.., qui reçut le prix du Groupement des Cinémas de Recherche, finit son premier tour du monde après avoir rencontré un grand succès au festival du film de Tribeca à New York, au festival international du film de Rotterdam (IFFR), au Festival Scream à Los Angeles, etc.
Jacques 
Jacques Perconte a été représenté par la Galerie Numeris Causa (Paris) 2007, la galerie Ooblik (Lyon) 2008-2009,  la Galerie Charlot (Paris) 2010-2016.  
En 2013, le festival Côté Court lui consacre son focus et retrace une lecture de sa filmographie au travers de 26 pièces ,. Le très sélect et secret club de David Lynch, le Silencio à Paris, lui consacre un programme d’une dizaine de films en avril 2014. Après lui avoir offert deux cartes blanches en 2011, la cinémathèque française consacre à son travail le cycle des Avant Gardes de décembre 2014 à février 2015. 

## Œuvre
« Jacques Perconte pratique la photographie, la vidéo, la création numérique et la musique ; il explore les ressources conjuguées du corps, du paysage et de la couleur détachés d'une inscription limitative et contraignante. Caractérisée par l'altération programmée, par la puissance entraînant toute production dans la tension d'un flux constamment renouvelé, son œuvre est avant tout destinée à être vécue, partagée dans une expérience à la fois ouverte, mouvante et resserrée. Son sens réside moins dans les forces qui s'y dépensent que dans les états affectifs suscités. Il ne consiste pas en la cohérence issue d'une structure unifiée, mais dans l'énergie d'une déambulation intime s'offrant à l'imagination en changeant constamment la nature de sa focalisation. »

— Didier Arnaudet, 2008
Il est membre de plusieurs collectifs d'artistes : fondateur du groupe de recherche metamorph, membre de la communauté internationale Rhizome (en) depuis 1998, membre fondateur de l'association paradoxal, membre fondateur du collectif ewmo, membre adhérent de Pavu.com (2001), membre fondateur du premier collectif délocalisé de netart français Lieudit  et du collectif Jeune cinéma . 
Il collabore fréquemment avec d'autres artistes, on peut compter parmi eux Michel Herreria (peintre), Didier Arnaudet (poète), Marc Em (musicien), Hugo Verlinde (cinéaste), Léos Carax dans Holy Motors, Jean-Benoit Dunckel, Julie Rousse,  Eddie Ladoire, Simonluca Laitempergher, Hélène Breschand, Jean-Jacques Birgé, Vincent Segal, Antonin-Tri Hoang, Carlos Grätzer et Jeff Mills,,...
Jacques Perconte essaie d'ouvrir son travail et sa démarche à des fins pédagogiques pour désacraliser la position de l'artiste et partager chaque étape de la réflexion à la conception. De plus en plus sur chaque œuvre il porte une attention particulière à la conservation des éléments fondateurs et à la fabrication d'images documentaires.[réf. nécessaire]

## Avis critiques
« Comme rien de la machine ne lui est étranger, Jacques Perconte sait pousser celle-ci à ses limites, penser à partir de ses insuffisances, créer en fonction de ses erreurs. La machinerie informatique pour lui n’est pas fidèle au monde en ce qu’elle serait capable d’en enregistrer et traiter les apparences, mais parce qu’elle peut dégager des vibrations, en particulier chromatiques, non pas mimétiques, mais analogues aux vibrations du réel. Auteur d’une vingtaine de films, de plusieurs expositions monographiques, il déclare :  « Je ne cherche pas, je m’aventure ! »

— Nicole Brenez, 2011

« Dans l’obscurité de la salle de cinéma ou dans l’espace tamisé de la galerie, l’emprise des images de Jacques Perconte est saisissante. Il y va d’une densité des formes qui s’auto-génèrent jusqu’à leur disparition. Pulsations et ressacs, pures intensités chromatiques créent une texture épaisse, alors que d’énormes pixels font que les couleurs se diluent, circulent, se répandent d’un plan à l’autre. L’extrême fidélité et la précision mimétique de l’image numérique sont détournées dans un acte radical qui s’attaque à la racine binaire de l’information numérique pour mieux accéder à l’essence vibratoire du réel. »

— Smaranda Olcèse « Jacques Perconte : Art numérique à la galerie Charlot », 2012
Le film Impressions est qualifié par Nicole Brenez de « fresque sur les paysages de Normandie qui renouvelle les formes du montage. »
Sur le film Après le feu :

« Jacques Perconte place dans une perspective nouvelle cette approche, simple et minimale, qui doit se traduire dans un processus de transformation du visible afin d’en éprouver, ou d’en révéler, des qualités nouvelles, Après le feu se donne comme un long travelling filmé en plan-séquence, depuis un train qui traverse les terres brûlées de Corse. Par une série de compressions successives, Jacques Perconte nous fait perdre de vue la réalité pour entrer en contact avec sa puissance plastique. »

— Rodolphe Olcèse, « L’expérience filmique du monde », 2011

« L’image prend la texture des braises, des flammes et des vagues incandescentes. Elle fond, se liquéfie, se délite, attaquée par des couleurs fortes et saturées. Seul le chemin de fer garde son obstination qui nous mène toujours plus loin dans les profondeurs de l’image – paysage. La couleur s’épuise, des aplats, des murs de « non-couleur » obscurcissent le travelling. L’abstraction appelle des formes nées d’elles-mêmes. »

— Smaranda Olcèse « Jacques Perconte : Art numérique à la galerie Charlot », 2012

## Filmographie
- 2013 : La Chinoise 115, 2e
- 2012 : Arvore Da vida
- 2012 : Chuva (Sélectionné en compétition Expérimental / Essai / Art vidéo 2013 au festival de Pantin Côté Court[25])
- 2012 : Dépaysages (expérience live) HD
- 2012 : Impressions[26] HD 48 min, production Triptyque ﬁlms, musique originale Simonluca Laitempergher
- 2012 : Libres
- 2012 : Les Moutiers
- 2011 : Fontainebleau (diptyque)
- 2011 : Silence Lurks
- 2010 : Après le feu[27] HD 7 min, production Triptyque ﬁlms, musique originale Arnaud Castagné
- 2009 : Le Passage
- 2008 : Pauillac, Margaux[28] HD 10 min.
- 2007 : Uishet[29] HD 13 min.
- 2007 : White Altaïr[30] (d'après Hugo Verlinde) 3 min.
- 2007 : Le Soleil de Patiras [31] 3 min.
- 2006 : M’pempba, avec Roger Djiguembé
- 2005 : Octobre[32] 2 min.
- 2005 : Saint Augustin SD 10 min.
- 2005 :  Starkles 38 min.
- 2005 : Uaoen[33] SD, 29 min.
- 2003 : Isz[34] SD, 17 min.
- 2003 : Snsz[35] SD 29 min
- 2002 : Nszra[36] SD
- 2002 : Esz[37] SD  4 min.
- 2002 : Xsz[38] SD 4 min.
- 2001 : Phex SD 145 min.
- 2001 : Tempo e pause SD 60 min.
- 2001 : Matre zias e imaji imacul SD 132 min.
- 1999 : Promenade SD 11 min.
- 1998 : Corps numériques SD 44 min.
- 1997 : Ncorps SD 43 min.
- 1997 : Sables SD 63 min
- 1996 : Razer SD 6 min.

## Performances
- 2020 : Le Tempestaire, Jacques Perconte, interprétation numérique du film de Jean Epstein, Le Tempestaire[39].
- 2015 : Hyper Soleils, avec Jean-benoît Dunckel et Ben McConnell [40]
- 2014 : Mille lumières, avec julie Rousse [41]
- 2013 : Extension Sauvage, avec Jeff Mills [42]
- 2012 : Dépaysages, avec  Jean-Jacques Birgé, Vincent Segal et Antonin-Tri Hoang [43]

## Photographie
- 2008 : It's all about love, exposition (Pessac, Lyon, Villefranche-sur-Saône, Paris, Bagnolet)[44]
- 2007 : Nybc[45]
- 2005 : Puppe & Ottavio[46]
- 2002 : Corps Numériques
- 1999 : Chloé[47]

## Installations
- 2010 : François Mauriac[48]  Châlet Mauriac à Saint-Symphorien, France
- 2008 : Soldes d'hiver : Installation monumentale in situ réalisée pour les soldes d'hiver 2008 au magasin de chaussureschez Michard Ardillier, à Bordeaux, patrimoine mondial de l'UNESCO[49] Bordeaux, France
- 2007 : Entre le ciel et la terre Evry, France.